# Monte Elgon

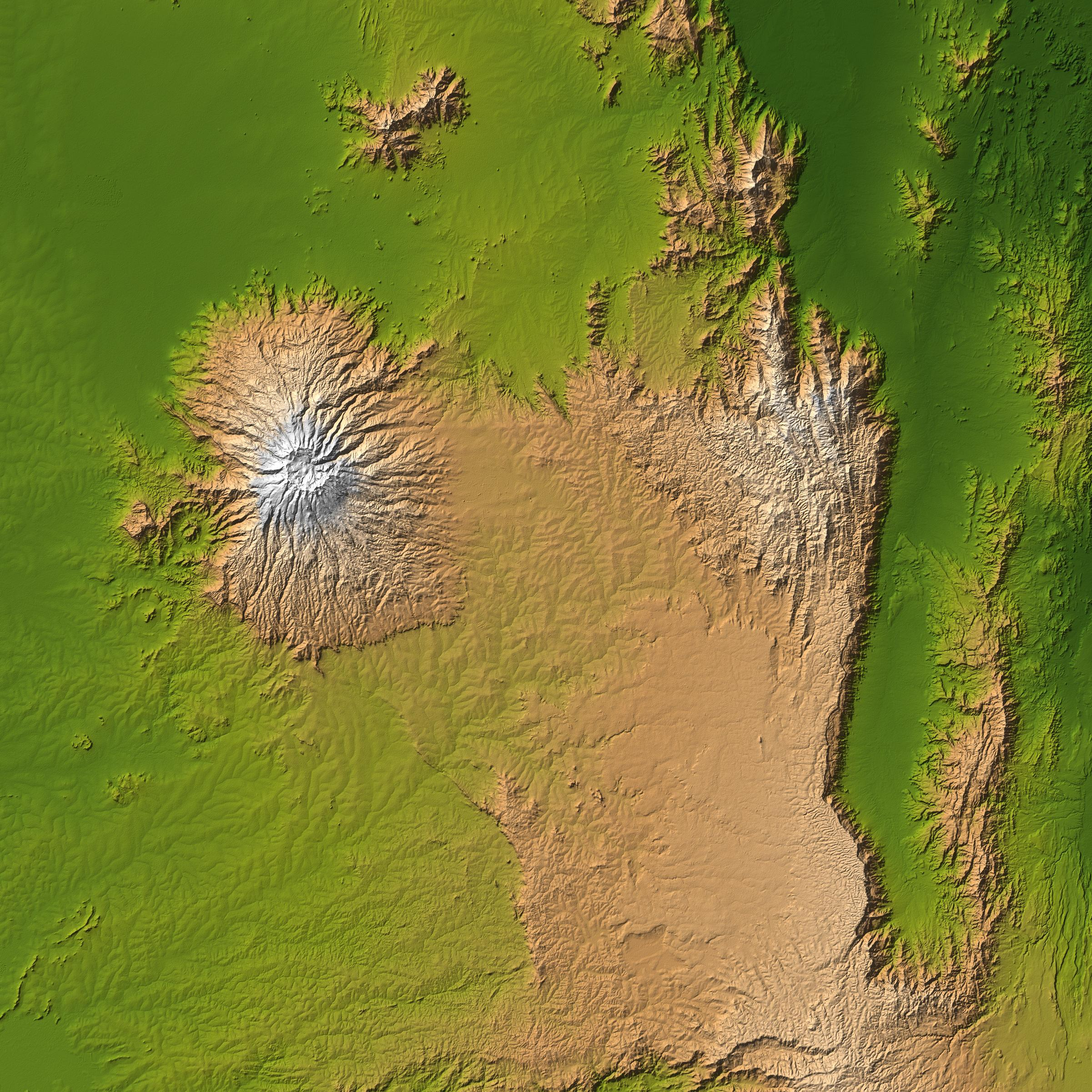
Carta topografica

Il monte Elgon è un vulcano ormai spento, al confine tra l'Uganda e il Kenya. La sua vetta più alta, il Wagagai, si trova in territorio ugandese e misura 4.321 metri.

## Geografia
Il monte Elgon è costituito da cinque picchi principali:
- Wagagai  4.321 m. in Uganda;
- Sudek    4.302 m. sul confine Kenya/Uganda;
- Koitobos 4.222 m. una colonna di basalto in Kenya;
- Mubiyi   4.211 m. in Uganda;
- Masaba[1] 	 4.161 m. in Uganda.

Sul lato Kenyano della montagna, ad una altitudine di circa 2.400 m. si trovano cinque grotte:  grotta di Kitum, grotta di Mackingeny, grotta di Ngwarisha, grotta di Chepnyalil, e grotta di Kiptoro. Queste grotte sono frequentate dagli elefanti che ne scavano le pareti ricche di minerali di sale per arricchire la loro dieta.
Alle sue pendici si trovano estese coltivazioni di caffè.